# Héctor Gamboa
Héctor Gamboa (Acaponeta, Nayarit, 1934 - Tepic, Nayarit, 22 de octubre de 2010), fue un abogado y escritor mexicano.

## Carrera
Las leyes y la literatura fueron los campos en los que se desarrolló. Se tituló como licenciado en Derecho en la Universidad Nacional Autónoma de México en 1959 y en esa área ha cursado estudios de administración, cooperativismo y en materia de amparo en la Escuela Libre de Derecho. A partir de 1963 desempeñó muchos cargos administrativos; fue juez de Primera Instancia en su Acaponeta natal, apoderado de la Cooperativa de Pescadores, director de un programa económico-social en la Sierra Tarahumara, jefe de asesores, subdirector de autoridades ejidales y representante de la Secretaría de la Reforma Agraria, director jurídico en la CONASUPO y en Servicios Ejidales, S.A., director fiduciario en los bancos Longoria, Crédito Mexicano y del Jurídico de Industrial de Abastos, representante del Gobierno del Estado de Nayarit y director del Colegio de Abogados, ambos en la Ciudad de México, profesor de Filosofía, Sociología y Ética en la Universidad Autónoma de Nayarit, en Acaponeta, y presidente de la Sociedad General de Escritores Mexicanos, entre otros cargos. En el campo literario su pluma es la que más alto ha volado comercialmente.
Ha publicado El fideicomiso mexicano (1977), El pícaro refrán (1981), Ocho fábulas criminales (1981), Así fue (1984), Picafranes sonámbulos (1985), Antología de literatos suicidas (1985) con el que se sitúa a nivel nacional en la lista de más vendidos. en un golpe de suerte funda y dirige su propia editorial La Rosa Blindada en la que publica La mosca (1989), Breve historia de Licaon, hombre lobo poeta (1994), Donde el frijol se enreda a la caña (1998), Redes (1999), El regreso (1999), Hotel Durero (2000), Va de nuez (2002) y Las malas costumbres (2002), mismo año de la reedición de Escritores suicidas, un éxito internacional, traducido al francés por la prestigiosa editorial Gallimard. Su novela más reciente es Confesiones de un ladrón (2003). Ha recibido premios y reconocimientos, entre otros el Premio Nayarit del Colegio de Abogados en 1993 y más recientemente el Premio Estatal de Periodismo en 2003. Escribió La Nao de Noé (2005), una colección de comentarios sobre algunas especies animales y Yo, Aztlán (2007), una autobiografía novelada.

## Obras publicadas
- El fideicomiso mexicano (1977)
- El pícaro refrán (1981)
- Ocho fábulas criminales (1981)
- Así fue (1984)
- Picafranes sonámbulos (1985)
- Antología de literatos suicidas (1985)
- La mosca (1989)
- Breve historia de Licaon, hombre lobo poeta (1994)
- Donde el frijol se enreda a la caña (1998)
- Redes (1999), El regreso (1999)
- Hotel Durero (2001)
- Va de nuez (2002)
- Las malas costumbres (2002),
- Escritores suicidas (2002)
- Confesiones de un ladrón (2003)
- La Nao de Noé (2005)
- Yo, Aztlán (2007)